# Um Savuth
Um Savuth (? - 1972) là sĩ quan quân đội Campuchia nổi bật nhất trong cuộc nội chiến Campuchia, nơi ông chịu trách nhiệm chỉ huy Lực lượng Vũ trang Quốc gia Khmer trong chiến dịch Chenla I đầy thảm bại vào năm 1971. Ông là con trai một tài xế chính phủ và là em của nhà chính trị Um Samuth, Savuth bắt đầu khởi nghiệp trong Quân đội Hoàng gia Campuchia dưới chế độ của Hoàng thân Norodom Sihanouk, về sau ông trở thành người ủng hộ tướng Lon Nol sau cuộc đảo chính năm 1970 lật đổ Sihanouk.
Quê quán cũng như năm sinh của Savuth không được rõ ràng, người ta chỉ biết đến ông trong các chiến dịch quân sự sau này, với cơ thể phần lớn bị liệt nửa người bước đi với sự trợ giúp của cây gậy, nổi tiếng là nốc rượu liên tục để làm dịu tình trạng đau đớn của mình. Điều này đã xảy ra do một sự cố trước đó trong sự nghiệp của ông là khi ông say rượu cứ khăng khăng rằng cấp dưới bắn một con mèo sống ra khỏi đầu của ông, nói rằng đó là một mệnh lệnh trực tiếp khi binh sĩ chống lại. Phát bắn hụt khiến một phần đầu của Savuth bị thổi bay: tuy nhiên, ông vẫn tiếp tục cuộc đời binh nghiệp của mình.
Dưới chế độ Sihanouk, Savuth (cùng với một sĩ quan đồng nghiệp, Les Kosem) có liên quan chặt chẽ đến sự hình thành của FULRO, một phong trào du kích kháng chiến đòi quyền tự trị cho các sắc tộc người Thượng của Việt Nam. Khi Kosem không đồng ý với sự chỉ đạo do nhà lãnh đạo FULRO là Y-Bham Enuol thực hiện ông buộc phải bắt giam Y-Bham Enuol và đặt dưới tình trạng quản thúc tại dinh thự của Savuth ở Phnôm Pênh. Savuth cũng được biết có liên quan sâu sắc đến sự dàn xếp bí mật của Sihanouk với Việt Nam Dân chủ Cộng hòa cho phép vũ khí được nhập lậu qua Campuchia (dọc theo "đường mòn Sihanouk") nhằm cung cấp cho Mặt trận Dân tộc Giải phóng miền Nam Việt Nam.
Sau khi nước Cộng hòa Khmer thành lập, Savuth được thăng cấp bậc lên Chuẩn tướng. Mặc dù được sự đảm bảo từ những người ủng hộ của Đảng Cộng hòa Mỹ, rằng Savuth "say rượu tốt hơn hết các sĩ quan Campuchia tỉnh táo", chiến dịch nổi bật nhất của ông (Chiến dịch Chenla I) là một thảm họa quân sự.
Vào năm 1971, Savuth đã viết thư cho Tổng thống Mỹ Richard Nixon, đề nghị trao con voi cưng "Khaat" ("Chú Ếch Nhỏ") của ông làm quà tặng. Nixon đã không đáp lại lời đề nghị này, dù vợ của Savuth nói với ký giả Peter R. Kann của tờ Wall Street Journal rằng bà khá hài lòng với điều này vì "cho đi một con voi là không được may mắn".
Savuth đã chết trong một vụ tai nạn xe hơi vào tháng 11 năm 1972. Một cuốn phim thời sự quay về buổi lễ hỏa táng của ông (theo tập tục truyền thống của Phật giáo) vẫn được Trung tâm Tư liệu Campuchia tổ chức thực hiện.